# 그러먼 F-11 타이거

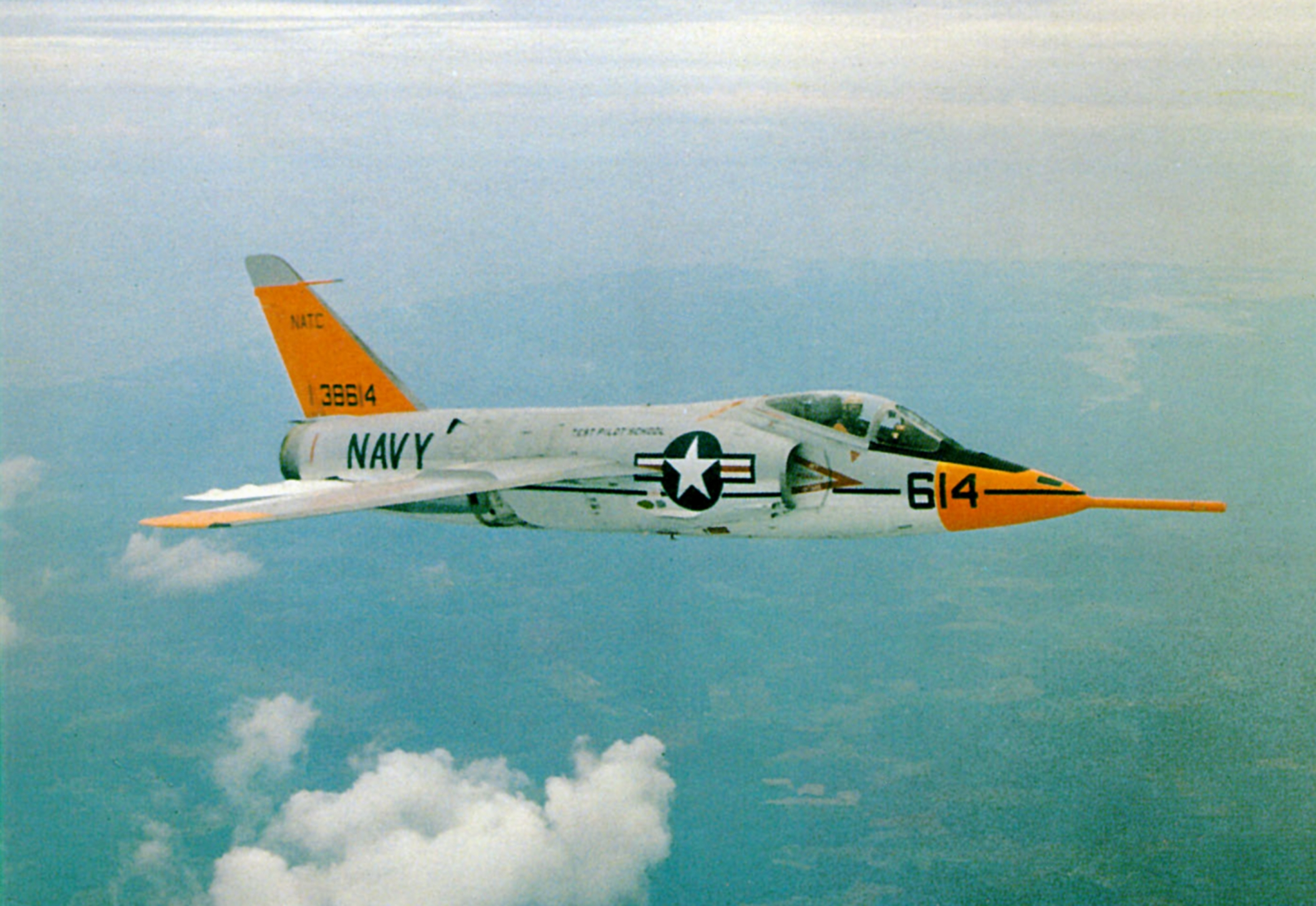

그러먼 F-11 타이거는 미국 그러먼사가 제작한 미국 해군 항공모함용 1인승 제트 전투기이다.

## 역사
1954년부터 1959년까지 6년 동안 200대가 생산되었다.
인트레피드, 렉싱턴, 핸콕, 본 험 리처드, 샹그릴라, 포레스탈, 사라토가, 레인저 항공모함에 배치되었다. 함재기는 1961년에 퇴역했다.

## 같이 보기
- 보우트 F-8 크루세이더